# Thomas V. Short
Thomas Vowler Short (Melbourne, 24 oktober 1856 – Saint Petersburg, Florida, 4 oktober 1931) was een Australisch componist, dirigent en kornettist.

## Levensloop
Short werd op 8-jarige leeftijd al dirigent van de Talbot Band of Victoria en toen hij 18 jaar was, werd hij dirigent van de Hamilton Band of Australia. Verder maakte hij concertreizen door Nieuw-Zeeland, Zuid-Amerika en Australië als dirigent van de Cooper & Bailey Show Band. Verder was hij dirigent en kornetsolist in Melbourne en New South Wales, waar hij van de generale gouverneur Sir Hercules Robinson een nieuwe kornet van een Franse merk geschonken kreeg.
In 1878 vertrok hij naar de Verenigde Staten en werd dirigent van de Thirteenth, Sixty-ninth, en Seventy-first Regimental Bands in New York en in de jaren 1880 van de Clapp's Band. Van 1888 tot 1891 was hij solokornettist en tweede dirigent van de Innes’ Band. Het harmonieorkest was regelmatig op tournee door de Verenigde Staten en verzorgde ook concerten tijdens de Dallas Exposition in 1890. Tijdens deze concerten trad Short samen met Herbert L. Clarke als kornetsolo duet op.
Later werd hij dirigent van de Second Regiment Band of Springfield, (Massachusetts). Hij trad regelmatig als speciale solokornettist op met de harmonieorkesten van Patrick Sarsfield Gilmore en Cappa’s Bands. Op 31 december 1921 speelde hij een kornetsolo van de stedelijke toren in Springfield (Massachusetts), die via de landelijke omroep in de reeks Chime Concerts live uitgezonden werd.
Als componist schreef Short naast concerten voor de kornet ook werken voor harmonieorkest.

## Composities

### Werken voor harmonieorkest
- 1885 Tee Vee Ess, voor kornet en harmonieorkest
- 1906 Variations on "Oh Tannenbaum", voor kornet en harmonieorkest
- Our Band, mars
- Brooklyn Eagle, mars
- My Florida March
- Short & Sweet, duet voor twee kornetten en harmonieorkest

## Publicaties
- William H. Rehrig, Paul E. Bierley: The Heritage Encyclopedia of Band Music: Composers and Their Music. Volumes 1 and 2, Westerville, Ohio: Integrity Press, 1991. ISBN 0-918048-08-7
- Pioneers in Brass, Bridges, 1988

- Library of Congress Control Number: n78016383
- MusicBrainz: 3c759aad-936f-49df-a3c2-35aea0570557
- Virtual International Authority File: 3728112
- WorldCat: E39PBJkdgkht49w447BXwCBMfq